# Fusceulima
Fusceulima är ett släkte av snäckor. Fusceulima ingår i familjen Eulimidae.
Kladogram enligt Catalogue of Life:
| Fusceulima | \| \| Fusceulima goodingi \| \| \| \| \| \| Fusceulima mangonuica \| \| \| \| \| \| Fusceulima murdochi \| \| \| \| |
|            | \| \| Fusceulima goodingi \| \| \| \| \| \| Fusceulima mangonuica \| \| \| \| \| \| Fusceulima murdochi \| \| \| \| |
|            | Fusceulima goodingi                                                                                                 |
|            | |
|            | Fusceulima mangonuica                                                                                               |
|            | |
|            | Fusceulima murdochi                                                                                                 |
|            | |